# Andreas Treichl

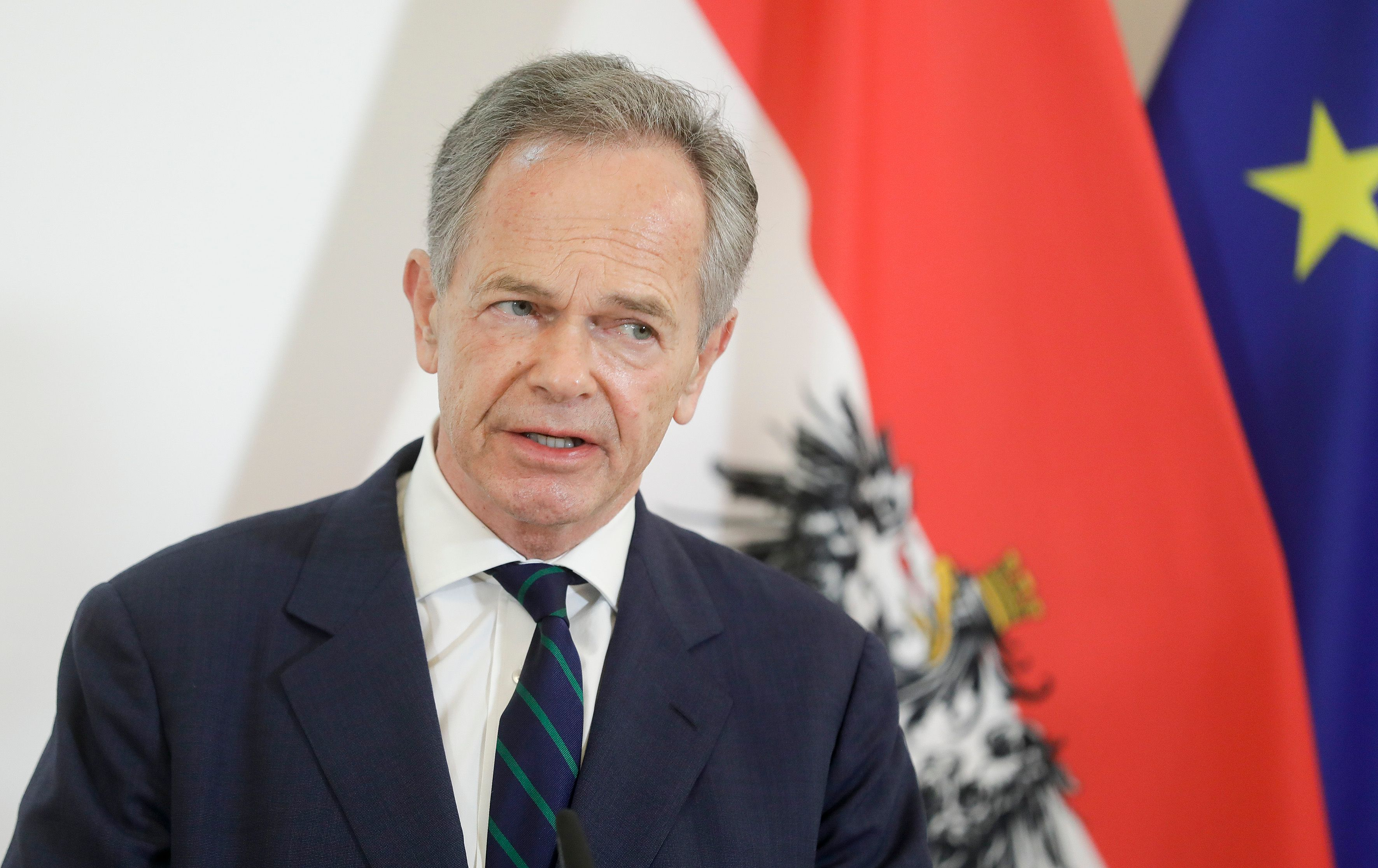
Andreas Treichl (2020)

Andreas Treichl (* 16. Juni 1952 in Wien) ist ein österreichischer Bankmanager aus der Familie Treichl.

## Leben
Andreas Treichl ist ein Sohn des Bankiers Heinrich Treichl (1913–2014) und seiner Ehefrau Helga Treichl (1920–1995).
Treichl absolvierte das Wiener Schottengymnasium. Nach dem Studium der Volkswirtschaft an der Universität Wien war er von 1977 bis 1983 in verschiedenen europäischen und amerikanischen Niederlassungen der Chase Manhattan Bank tätig. Von 1983 bis 1986 war er Bereichsleiter bei der Ersten österreichischen Spar-Casse. Von 1986 bis 1993 war er Vorstandsvorsitzender der Chase Manhattan Bank Austria und von 1993 bis 1994 Vorstandsvorsitzender der Crédit Lyonnais Austria. Von 1994 bis 1997 war er Vorstandsdirektor der Ersten österreichischen Spar-Casse. Seit 1997 war er Generaldirektor der Erste Bank und nach ihrer Gründung von 2008 bis 2020 CEO der Erste Group. Unter seiner Leitung gelang der Umbau der bis dahin rein lokal agierenden Sparkasse zu einer führenden zentraleuropäischen Privat- und Firmenkundenbank und, nachdem die Bank Austria verkauft wurde, zur größten österreichischen Bank. Größter Aktionär der Erste Group ist die Erste Stiftung, die Treichl als Vorstandsvorsitzender bis 2012 geführt hatte. Ihre Aktivitäten, die sich auf die Region Zentral- und Osteuropa, in der die Erste Group tätig ist, konzentrieren, umfassen Programme in den Bereichen Soziale Integration, Kultur und Europa. Außerdem hatte Treichl die Idee für das Projekt Die Zweite Wiener Vereins-Sparcasse (kurz Die Zweite Sparkasse) und war maßgeblich an deren Umsetzung beteiligt.
Von 1991 bis 1997 gehörte er als Finanzreferent dem Bundesparteivorstand der Österreichischen Volkspartei (ÖVP) an.
Treichl ist (Stand 2010) Direktoriumsmitglied der International Monetary Conference (IMC), des Institute of International Finance (IIF) und Mitglied der Trilateral Commission European Region. Im Juni 2010 war Treichl Gast bei der 58. Bilderberg-Konferenz in Sitges.
Im November 2019 wurde Treichl zum Aufsichtsratsvorsitzenden der Erste-Stiftung gewählt; dieser gehören elf Prozent der Erste-Aktien. Treichl ist darüber hinaus im Aufsichtsrat der Wiener Staatsopern GmbH.
Am 14. Mai 2020 wurde Treichl zum Nachfolger von Franz Fischler als Präsident des Europäischen Forums Alpbach ab 2021 gewählt.  Im Oktober 2024 wurde Othmar Karas zu seinem Nachfolger gewählt.
Treichl ist mit Desirée Treichl-Stürgkh verheiratet und hat drei Söhne. Er lebt in Wien.

## Auszeichnungen
- 2001: Großes Silbernes Ehrenzeichen für Verdienste um die Republik Österreich[7]
- 2005: Goldenes Ehrenzeichen für Verdienste um das Land Wien[8]
- 2007: WU-Manager des Jahres[9]
- 2007: Großes Goldenes Ehrenzeichen für Verdienste um die Republik Österreich[7]
- 2012: Großer Tiroler Adler-Orden